# South Teton
Der South Teton ist mit einer Höhe von 3815 m nach Grand Teton, Mount Owen, Middle Teton und Mount Moran der fünfthöchste Berg der Teton Range und des Grand-Teton-Nationalparks im Westen des US-Bundesstaates Wyoming.

## Lage
Der South Teton liegt im Teton County und ist Teil der Cathedral Group, einem Bergstock, der die höchsten Gipfel der Teton Range zwischen den Schluchten Cascade Canyon und Avalanche Canyon umfasst. Er liegt südwestlich des Middle Teton, westlich von Cloudveil Dome und Nez Perce Peak und nördlich des Mount Wister. Er bildet den höchsten Punkt des Grates, der sich vom Shadow Peak nach Westen zieht. Er erhebt sich zwischen dem Garnet Canyon im Norden und dem Avalanche Canyon mit dem Lake Taminah und den Shoshoko Falls im Süden. Er bildet einen Teil der typischen Bergkulisse der Teton Range, die von fast überall im Tal Jackson Hole zu sehen ist.

## Geschichte
Die drei Berge Grand Teton, Middle Teton und South Teton wurden in den 1800er Jahren von französischen Trappern der Hudson’s Bay Company benannt. Sie nannten sie Les Trois Tetons, was „die drei Brüste“ bedeutete. Amerikanische Ureinwohner des Shoshone-Stammes bezeichneten die Berge als Hoary Headed Fathers.

## Alpinismus
Auf den South Teton führen viele verschiedene Routen, im Vergleich zu anderen Gipfeln der Teton Range gilt die Besteigung als technisch einfach. Dennoch führen auch anspruchsvolle Kletterrouten bis zur Schwierigkeit 5.11 (im Yosemite Decimal System) auf den Gipfel. Start einer Wanderung auf den Gipfel ist normalerweise der Lupine Meadows Trailhead südlich des Jenny Lake. Von dort aus folgt man dem gesamten Verlauf des Garnet Canyons bis zum Sattel zwischen South Teton und Middle Teton, von welchem beide Gipfel bestiegen werden können. Die Besteigung ist allerdings auch vom Südausläufer des Cascade Canyons sowie über die Flyman´s West Ridge Route aus dem Avalanche Canyon möglich. Alle Besteigungen setzten auch aufgrund der Länge gute Kondition voraus. Die Erstbesteigung des Berges erfolgte am 29. August 1923 durch Albert R. Ellingwood und Eleanor Davis über die einfachste Route durch die Northwest Couloir (Class 4). Am 21. August 1924 bestieg Paul Petzold den South Teton vom Teton Crest Trail aus über den Westgrat (Class 4). Die anspruchsvolle North Face (Class 5.6) wurde erst am 19. Juli 1959 durch Yvon Chouinard und William Mason bestiegen. Am 22. Januar 1968 bestiegen Rick Horn, Gary Cole, Frank Ewing, Denny Becker, Greg Bourassa, Peter Koedt, Keith Becker, John Walker, Don Ryan, and John Horn den South Teton erstmals im Winter über die Northwest Couloir.

## Belege
1. ↑  Peakbagger: South Teton. Abgerufen am 19. Mai 2021.
2. ↑  Naturalatlas: South Teton. Abgerufen am 19. Mai 2021 (englisch).
3. 1 2  Summitpost: South Teton : Climbing, Hiking & Mountaineering. Abgerufen am 19. Mai 2021.